# Madi Monamay
Madi Monamay Nsosemo (6 april 2006) is een Belgisch voetballer die sinds 2024 uitkomt voor PSV.

## Clubcarrière
Monamay ruilde in 2019 de jeugdopleiding van Oud-Heverlee Leuven voor die van KRC Genk. Daar stroomde hij al op vijftienjarige leeftijd door naar de beloftenploeg, die in het seizoen 2021/22 ongeslagen kampioen werd. De Genkse beloften haalden dat seizoen ook de bekerfinale, die ze na strafschoppen verloren van RSC Anderlecht. Monamay kwam niet in actie in de bekerfinale wegens interlandverplichtingen met België –16. Monamay speelde in het seizoen 2021/22 ook zes wedstrijden voor Genk in de UEFA Youth League.
In juni 2022 ruilde Monamay de jeugdopleiding van Genk voor die van Bayer 04 Leverkusen. Daar kwam hij met het U19-elftal van de club uit in de U19 Bundesliga West. In het seizoen 2022/23 speelde hij ook vijf groepswedstrijden in de UEFA Youth League, waaronder tegen Club Brugge. Op 27 mei 2023 mocht hij op de slotspeeldag van de Bundesliga op de bank zitten bij het eerste elftal. Monamay kwam evenwel niet in actie in de 3-0-nederlaag van Bayer Leverkusen bij VfL Bochum.
In juli 2024 ondertekende hij een driejarig contract bij PSV. Op 30 augustus 2024 maakte hij zijn profdebuut in het shirt van Jong PSV, het beloftenelftal van de club dat uitkomt in de Keuken Kampioen Divisie: op de derde competitiespeeldag dropte trainer Alfons Groenendijk hem in de basis tegen MVV. Monamay bleef twee maanden in de basisploeg van Groenendijk staan. De centrale verdediger miste in zijn debuutseizoen een aantal wedstrijden door blessureleed, maar ook doordat hij rond de jaarwisseling met het eerste elftal mocht meetrainen.

## Clubstatistieken
| Seizoen         | Club            | Land               | Competitie      | Competitie | Competitie | Beker | Beker | Supercup | Supercup | Europees | Europees | Totaal | Totaal |
| Seizoen         | Club            | Land               | Competitie      | Wed.       | Dlp.       | Wed.  | Dlp.  | Wed.     | Dlp.     | Wed.     | Dlp.     | Wed.   | Dlp.   |
| --------------- | --------------- | ------------------ | --------------- | ---------- | ---------- | ----- | ----- | -------- | -------- | -------- | -------- | ------ | ------ |
| 2024/25         | Jong PSV        | Vlag van Nederland | Eerste divisie  | 16         | 0          | —     | —     | —        | —        | —        | —        | 16     | 0      |
| Carrière totaal | Carrière totaal | Carrière totaal    | Carrière totaal | 16         | 0          | 0     | 0     | 0        | 0        | 0        | 0        | 16     | 0      |

Bijgewerkt op 13 augustus 2025.
Abed ·
Bassey ·
Beerens ·
Bawuah ·
Van den Berg ·
Bouhoudane ·
Bresser ·
Van Duiven  ·
Fernandez ·
De Guzman ·
Van den Heuvel ·
Kuhn ·
Mérien ·
Monamay ·
Ngom ·
Van der Plas ·
Raap ·
Van de Riet ·
Sidibe ·
Smolenaars ·
Thomas ·
Verkooijen ·
Waayers ·
Coach: Schaars
· Assistent-coach: Bouma
· Assistent-coach: Wolf
· Keeperstrainer: Waterman